# Alexis Carrel
Alexis Carrel (født 28. juni 1873, død 5. november 1944) var en fransk læge som i 1912 modtog Nobelprisen i fysiologi eller medicin. Han arbejde med eksperimentel kirurgi og lavede undersøgelser omkring blodkarsammensyning og organtransplantation af bl.a. skjoldbruskkirtel, milt og nyre.